# Ryan Sheckler
Ryan Allan Sheckler (San Clemente, 30 dicembre 1989) è uno skater e personaggio televisivo statunitense.

## Biografia

### Giovinezza
Ryan Sheckler è nato a San Clemente, California, figlio di Gretchen Walsh, che è la sua manager, e Randall Sheckler, un ingegnere meccanico. Ha due fratelli, Shane e Kane.

## Attività recenti
Nel 2008, la Fondazione Sheckler è stata creata per aiutare i meno fortunati, e per aiutare gli atleti a riprendersi da un infortunio.
Ryan è attualmente in tour con il Journey's Backyard Barbecue (2009). Nel maggio 2009, Ryan ha lanciato la sua nuova linea di abbigliamento, RS, che viene venduto da JC Penney, negozi di livello nazionale.
Ryan Sheckler è apparso nei film Grind, Dishdogz, e MVP 2: Most Vertical Primate. Ha recitato anche nel suo reality show di MTV Life of Ryan, nel 2007-2009.
Nel 28 agosto del 2015 Ryan partecipa al lyric video di What Do You mean , canzone della popstar Justin Bieber , nel quale lo skater mostra le sue abilità con lo skate a Justin .

## Filmografia

### Attore
- Jack simpatica canaglia!! (MVP 2: Most Vertical Primate), regia di Robert Vince (2001)
- Grind (2003)
- Round Three - The Almost Video (2004) Cortometraggio
- Street Dreams (2009)
- L'acchiappadenti (Tooth Fairy) (2010)
- Red Bull Kluge (2012) Cortometraggio

### Se stesso
- Globe World Cup Skateboarding (2002) Programma TV
- The Globe World Cup Skateboarding (2003) Programma TV
- The Globe World Cup Skateboarding (2004) Programma TV
- Hangin With... Rodney Mullen (2004) Documentario TV
- Round Three (2004) Documentario uscito in home video
- Cribs, nell'episodio del 15 marzo 2005
- The Globe World Cup Skateboarding (2005) Programma TV
- The Birth, Life, and Death of a Skateboard (2006) Documentario
- The Global Assault!!! (2006) Film TV
- Dishdogz (2006)
- Our Life (2006) Uscito in home video
- Arby's Action Sports Awards (2006) Film TV
- The Man Who Souled the World (2007) Documentario
- Tony Hawk Secret Skate Park Tour 3 (2007) Documentario
- The Ellen DeGeneres Show, nell'episodio del 4 febbraio 2008
- Dubitando di Thomas - Bugie e spie (Spy School), regia di Mark Blutman (2008)
- American Idol: The Search for a Superstar, nell'episodio "Idol Gives Back" (2008)
- Life of Ryan (2007-2008) Serie TV
- Today, nell'episodio del 19 giugno 2008
- Maloof Money Cup (2008) Film TV
- Slaughter at the Opera (2008) Film TV
- MTV Video Music Awards 2008 (2008) Speciale TV
- True Jackson, VP (True Jackson, VP), nell'episodio "Ryan su rotelle" (2008)
- Party Monsters: Cabo, nell'episodio "Nick Cannon" (2009)
- Fantasy Factory, nell'episodio "Dusty Monkey" (2009)
- 2009 Maloof Money Cup: Skate Street (2009) Programma TV
- Jimmy Kimmel Live!, nell'episodio 7x107 (2009)
- Nickelodeon Kids' Choice Awards 2010 (2010) Speciale TV
- The Tonight Show with Jay Leno, negli episodi 16x13 (2008) e 18x99 (2010)
- Teen Choice Awards 2010 (2010) Speciale TV
- Cartoon Network Hall of Game Awards (2011) Speciale TV
- What Drives You, nell'episodio "Ryan Sheckler" (2011)
- Nitro Circus: The Movie (2012) Documentario
- 360TV (2012) Serie TV
- The Motivation (2013) Documentario
- On Pace with Pastrana, nell'episodio "X-Games Rallycross" (2013)

### Doppiatore
- Tony Hawk's Underground 2 (Tony Hawk's Underground 2) (2004) Videogame
- Le nuove avventure di Scooby-Doo (What's New, Scooby-Doo?), nell'episodio "Il terrore scorre sullo skateboard" (2004)
- Tony Hawk's American Wasteland (American Wasteland) (2005) Videogame
- Tony Hawk's Project 8 (2006) Videogame

## Videogiochi
Ryan Sheckler è un personaggio giocabile nei giochi Tony Hawk's Underground 2, Tony Hawk's American Wasteland, Tony Hawk's American SK8land, Tony Hawk's Project 8, e in Tony Hawk Proving Ground.